# 헤르만과 도로테아

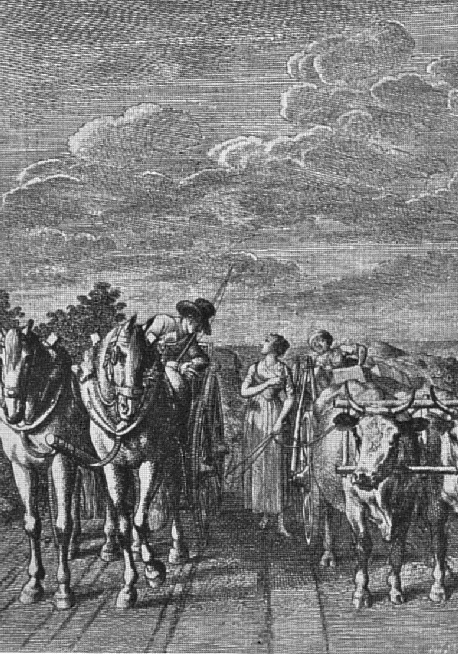

《헤르만과 도로테아》(Hermann und Dorothea)는 요한 볼프강 폰 괴테의 서사시이다. 1796년과 1797년 사이에 썼다. 1792년 프랑스 혁명 전쟁의 시작을 배경으로 한다.

## 줄거리
여관집 아들 헤르만은 도로테아와 사랑에 빠진다. 아버지는 그들의 사랑에 반대하지만, 어머니와 주변 사람들의 노력으로 둘은 결혼한다.